# Горячий ключ
Горячий ключ (на руски: Горячий Ключ) е град в Русия, Краснодарски край. Населението му през 2010 година е 30 126 души.

## Население
Населението на града през 2010 година е 30 126 души. През 2002 година населението на града е 27 693 души, от тях:
- 23 567 (85,1 %) – руснаци
- 2080 (7,5 %) – арменци
- 890 (3,2 %) – украинци
- 159 (0,6 %) – адигейци
- 143 (0,5 %) – беларуси
- 123 (0,4 %) – германци
- 112 (0,4 %) – татари
- 84 (0,3 %) – грузинци
- 73 (0,3 %) – гърци
- 58 (0,2 %) – азербайджанци
- 14 – цигани
- 2 – турци